# Longfossé
Longfossé ist eine französische Gemeinde mit 1.515 Einwohnern (Stand: 1. Januar 2022) im Département Pas-de-Calais in der Region Hauts-de-France. Sie gehört zum Arrondissement Boulogne-sur-Mer und zum Kanton Desvres.

## Lage
Die Gemeinde Longfossé liegt im Nordwesten des Artois im Regionalen Naturpark Caps et Marais d’Opale, etwa 15 Kilometer südöstlich von Boulogne-sur-Mer. Nachbargemeinden von Longfossé sind Desvres im Norden und Nordosten, Courset im Osten und Südosten, Doudeauville im Südosten und Süden, Samer im Südwesten und Westen, Wierre-au-Bois im Westen sowie Wirwignes im Nordwesten.

## Bevölkerungsentwicklung
| Jahr                       | 1962 | 1968 | 1975 | 1982 | 1990 | 1999 | 2006 | 2013 | 2022 |
| Einwohner                  | 1199 | 1151 | 1148 | 1160 | 1218 | 1226 | 1251 | 1426 | 1515 |
| Quellen: Cassini und INSEE |      |      |      |      |      |      |      |      |      |

## Sehenswürdigkeiten
- Kirche Saint-Pierre aus dem 17. Jahrhundert
- Herrenhaus aus dem 18. Jahrhundert

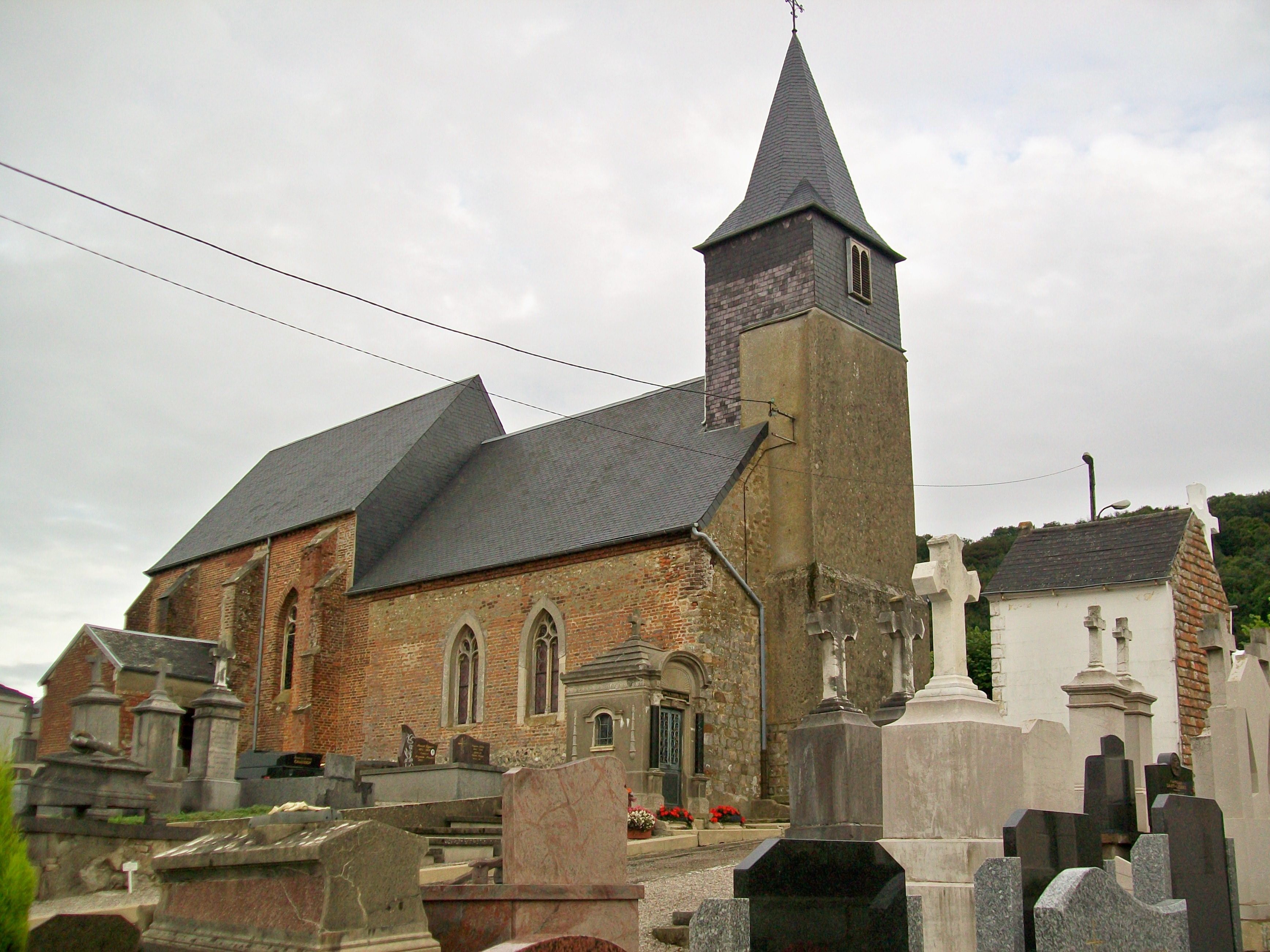
Kirche Saint-Pierre